# 祝庆承
祝慶承（?—?），又稱祝孝承、河南固始人，清朝政治人物，進士出身。
乾隆五十四年（1789年）己酉科進士，改庶吉士。嘉庆二十年六月初四（1815年7月10日），由直隶通永道道员升任廣西按察使。嘉庆二十二年三月初一（1817年4月16日），升任云南布政使。